# Bruce den allsmäktige
Bruce den allsmäktige (engelska: Bruce Almighty) är en amerikansk långfilm från 2003, i regi av Tom Shadyac och med Jim Carrey i huvudrollen. År 2007 fick filmen en uppföljare, Evan den allsmäktige, denna gång med Steve Carell i huvudrollen.

## Handling
Bruce Nolan arbetar på nyhetsredaktionen vid en lokal tv-kanal i Buffalo, New York och känner att livet står still. Kollegor blir befordrade medan han själv fortfarande är reporter på en lokal TV-station, med bland annat kakor som ämne. Bruces och flickvännen Graces hund blir aldrig rumsren och efter några incidenter får Bruce nog. Han svär över Gud som låtit allt detta elände drabba honom, och Gud hörsammar hans klagan. Bruce får ett erbjudande – Gud delegerar honom all sin makt för en tid – och likt ett barn i en godisaffär börjar Bruce ta det ena hysteriska och drastiska beslutet efter det andra och till slut har han tappat kontrollen helt. Han tänker nämligen inte på alla konsekvenser hans handlingar får. 
Att höra böner om att få vinna på lotto och besvara dem låter som en god handling, men när 500 000 tillbedjare får den bönen besvarad blir det inte så mycket att inkassera per person. Att fixa en stor och vacker fullmåne för att ha det romantiskt med flickvännen låter fint, men större måne betyder närmare jorden, och det betyder tsunami med översvämningar som följd i Japan.
Grace jobbar på förskola, är för övrigt blodgivare – vilket Bruce inledningsvis inte ser någon större mening med, men visar sig slutligen bli hans livs räddning.

## Rollista
| Jim Carrey        | – Bruce Nolan                         |
| Morgan Freeman    | – Gud                                 |
| Jennifer Aniston  | – Grace Connelly                      |
| Philip Baker Hall | – Jack Baylor, redaktionschef         |
| Catherine Bell    | – Susan Ortega, nyhetsuppläsare       |
| Lisa Ann Walter   | – Debbie                              |
| Steve Carell      | – Evan Baxter, rival till Bruce Nolan |
| Nora Dunn         | – Ally Loman                          |
| Eddie Jemison     | – Bobby                               |
| Paul Satterfield  | – Dallas Coleman                      |
| Mark Kiely        | – Fred Donohue                        |
| Sally Kirkland    | – Anita                               |
| Tony Bennett      | – som sig själv (cameo)               |
| Timothy Di Pri    | – Bruces kameraman                    |
| Brian Tahash      | – Bruces ljudman                      |